# Benjamin Buchloh
Benjamin H.D. Buchloh (Colonia, 15 novembre 1941) è uno storico dell'arte statunitense.
È professore di storia d'arte moderna alla Harvard University.  Nell'arco della sua carriera si è occupato di diversi artisti e movimenti del secondo dopoguerra. In particolare del Nouveau Réalisme francese (Arman, Yves Klein, Jacques de la Villeglé), di alcuni esponenti di primo piano dell'arte tedesca (Joseph Beuys, Sigmar Polke, Gerhard Richter), degli sviluppi di Fluxus negli Stati Uniti (Robert Watts), della Pop Art (Andy Warhol), di minimalismo e postminimalismo (Michael Asher e Richard Serra) e di arte concettuale (Daniel Buren, Dan Graham)
È co-redattore della rivista October. È stato redattore della rivista Interfunktionen,  e ha avuto funzioni in istituzioni artistiche come la Staatliche Kunstakademie Düsseldorf, la Nova Scotia College of Art and Design, la State University of New York at Old Westbury, il Massachusetts Institute of Technology, Barnard College e la Columbia University.